# كليمنت كوتور
كليمنت كوتور هو سياسي كندي، ولد في 2 أغسطس 1939 في كيبك في كندا. نشط حزبياً في الحزب الكندي التقدمي المحافظ. وقد انتخب عضو مجلس العموم الكندي.